# Joseph Ermend Bonnal
Joseph Ermend Bonnal (Bordeaux, 1º luglio 1880 – Bordeaux, 14 agosto 1944) è stato un organista e compositore francese.

## Biografia
Bonnal riceve la sua prima educazione musicale dal padre, a Bordeaux, e all'età di 17 anni viene ammesso nella classe di pianoforte di Charles-Wilfrid de Bériot al conservatorio di Parigi. Abbandona presto la classe di pianoforte per trasferirsi nella classe d'organo di Alexandre Guilmant (1837-1911). Nel 1904, dopo aver vinto un primo premio per organo e improvvisazione, inizia a seguire la classe di composizione di Gabriel Fauré. Nel corso di un soggiorno a Parigi ricopre il ruolo di maestro di cappella e organista in diverse chiese della capitale francese, sostituendo spesso organisti del calibro di Charles-Marie Widor, Louis Vierne, Charles Tournemire. Nel 1914 fa ritorno a Bordeaux.
Nel 1920 Bonnal viene nominato direttore del conservatorio di Bordeaux, dove fonda l'Orchestre des Concerts Rameau, il cui repertorio include ecletticamente opere di Debussy, Fauré, Dukas, Jean Cras, Tournemire, Henri Rabaud, e le prime assolute di René de Castéra e Henri Tomasi. È durante questo periodo che si lega con una profonda amicizia al poeta Francis Jammes; amicizia questa che lo influenza anche compositivamente: è di questo periodo infatti l'oratorio Poèmes Franciscains (1926).
Nel 1940 succede al suo maestro e amico Charles Tournemire nella posizione di organista titolare della basilica delle Sante Clotilde e Valeria. Poco dopo viene nominato ispettore generale per l'educazione musicale. Nel corso di un viaggio d'ispezione nelle Landes viene colpito da un ictus e muore il 14 agosto 1944 nella sua città natale.

## Opere principali
- Sonata per violino e pianoforte, (1900)
- Fantaisie Landaise per pianoforte e orchestra (1903)
- Reflets solaires per organo (1905)
- Menuet triste (En marge de Verlaine) per pianoforte (1924)
- Noël désuet (En marge de Verlaine) per pianoforte (1924)
- Pour bercer Nicole per pianoforte (1924)
- À la manière de... per pianoforte (1924)
- Soir aux Abatilles per pianoforte (1926)
- Premier Quatuor à cordes (Primo quartetto d'archi) (1927)
- Paysages euskariens per organo (1930)
- Sinfonia per organo Media Vita (1932), primo premio del concorso degli Amici dell'Organo
- Trio à cordes (1934)
- Petite Suite basque (1934)
- Noël pyrénéen per pianoforte (1937)
- Monsieur le Sénéchal per pianoforte (1937)
- Complainte pour l'enfant rêveur per pianoforte (1937)
- Second Quatuor à cordes (1938)
- Sinfonia per coro e orchestra (1939-40)